# Piz dals Lejs
Der Piz dals Lejs (Lej steht im oberengadinischen Idiom Putèr für ‹See›) ist ein Berg südöstlich von Pontresina im Kanton Graubünden in der Schweiz mit einer Höhe von 3045 m ü. M.

## Lage und Umgebung
Der Piz dals Lejs gehört zur Minor-Gruppe, einer Untergruppe der Livigno-Alpen. Der Gipfel befindet sich auf dem Gemeindegebiet von Pontresina. Der Piz dals Lejs wird im Süden von der Val Minor, im Norden durch die Val da Fain und im Westen durch die Valle della Forcola eingefasst. Im Südosten des Gipfels liegt die Forcola di Livigno. Die Passstrasse führt im Sommer nach Livigno, einer Gemeinde der italienischen Provinz Sondrio. Im Winter ist der Pass gesperrt.
Im Norden des Piz dals Lejs befinden sich mehrere kleine Bergseen, u. a. der Lej Grand (2657 m) und die Laghi Forcola (2654 m). Letztere befinden sich auf italienischem Staatsgebiet. Die Landesgrenze zu Italien verläuft unmittelbar östlich des Gipfels des Piz dals Lejs. Im südlich gelegenen Val Minor liegen mit dem Puoz Minor (2336 m) und dem Lej Minor (2361 m) zwei weitere Seen.
Zu den Nachbargipfeln gehören der Piz Minor (3049 m) und der Piz Alv (2974 m) im Westen, der Piz Lagalb (2959 m) im Süden und der Monte Vago (3059 m) und der Piz Ursera (3032 m) im Osten.
Der am weitesten entfernte sichtbare Punkt vom Piz dals Lejs befindet sich 125 km in westlicher Richtung im Gipfelbereich des Galenstocks auf einer Höhe von (3573 m). Der Galenstock (3586 m) liegt westlich von Andermatt im Kanton Uri.

Talorte des Piz dals Lajs sind Pontresina und der Berninapass. Häufige Ausgangspunkte sind Bernina Suot, Bernina Lagalb und die Forcla di Livigno.

## Routen zum Gipfel

### Sommerrouten

#### Über den Südostgrat
- Ausgangspunkt: Ospizio del Bernina (2307 m)
- Via: Fuorcla Minor (2434 m), dann zum Südostgrat
- Schwierigkeit: WS, bis zur Fuorcla Minor als Wanderweg weiss-rot-weiss markiert
- Zeitaufwand: 4–4½ Stunden

#### Über die Südflanke
- Ausgangspunkt: Ospizio del Bernina (2307 m)
- Via: Fuorcla Minor (2434 m), Puoz Minor (2336 m), Geröllhalden südlich des Gipfels
- Schwierigkeit: ZS, bis zur Fuorcla Minor als Wanderweg weiss-rot-weiss markiert
- Zeitaufwand: 4–4½ Stunden

#### Über den Westgrat
- Ausgangspunkt: Ospizio del Bernina (2307 m)
- Via: Fuorcla Minor (2434 m), Puoz Minor (2336 m), P. 2624, P. 2933, via Westgrat zum Gipfel
- Schwierigkeit: WS, bis zur Fuorcla Minor als Wanderweg weiss-rot-weiss markiert
- Zeitaufwand: 4½ Stunden

#### Über den Nordostgrat
- Ausgangspunkt: Forcla di Livigno (2314 m)
- Via: La Stretta (2465 m)
- Schwierigkeit: WS, bis La Stretta als Wanderweg weiss-rot-weiss markiert
- Zeitaufwand: 3–3½ Stunden

### Winterrouten

#### Von Bernina Suot
- Ausgangspunkt: Bernina Suot (2045 m) oder Talstation Diavolezza (2094 m)
- Via: Bis unterhalb der Alp la Stretta, dort über die Ova dal Val da Fain (alternativ über die Brücke bei der Alp la Stretta), südlich zu P. 2583, Sattel bei P. 2831, Einsattelung bei P. 2923, über den Nordwestkamm zum Gipfel
- Expositionen: NW, SE
- Schwierigkeit: WS
- Zeitaufwand: 4 Stunden

## Bilder

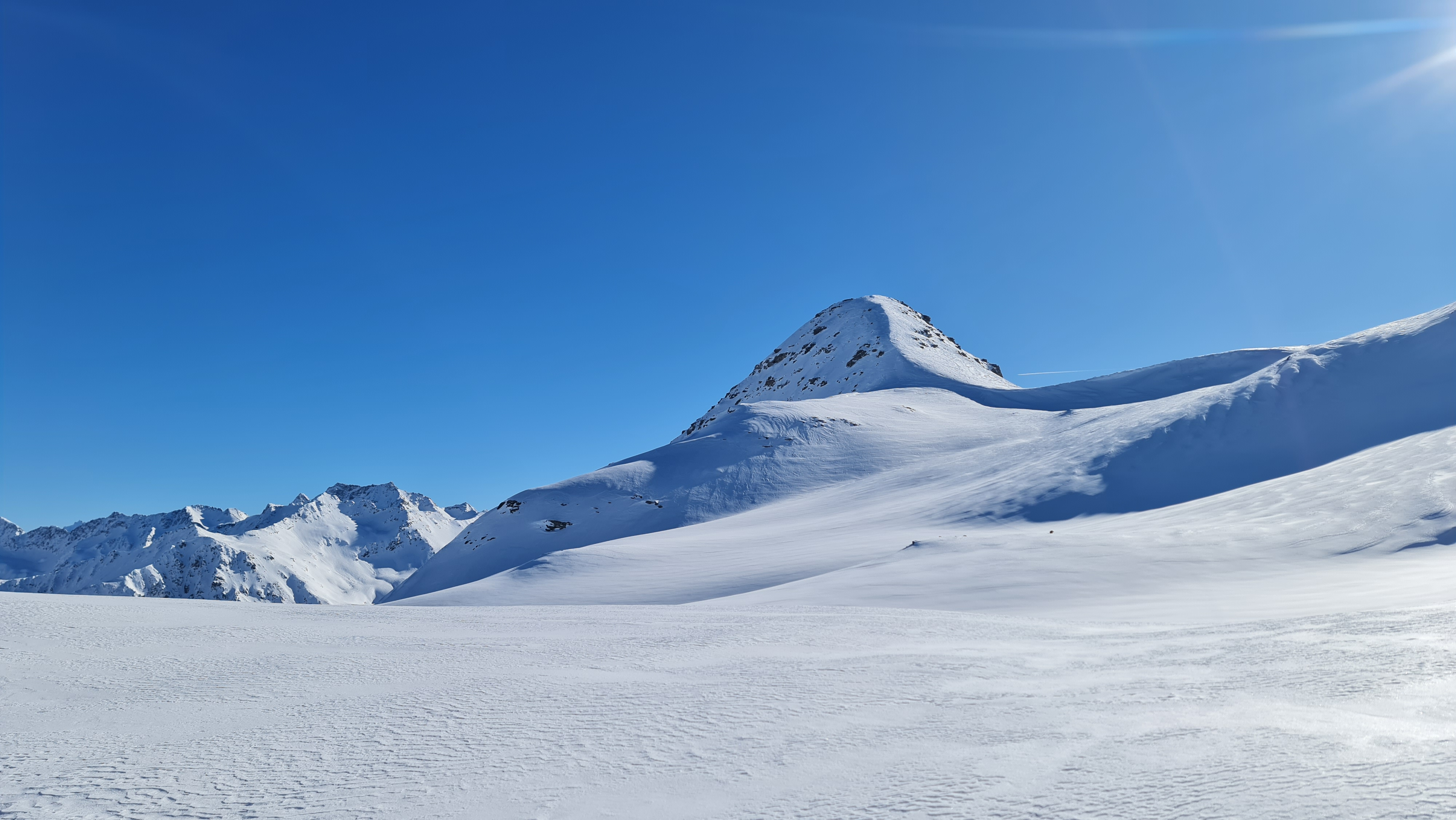
Der schmale Nordwestkamm des Piz dals Lejs, dieser führt zum Gipfel
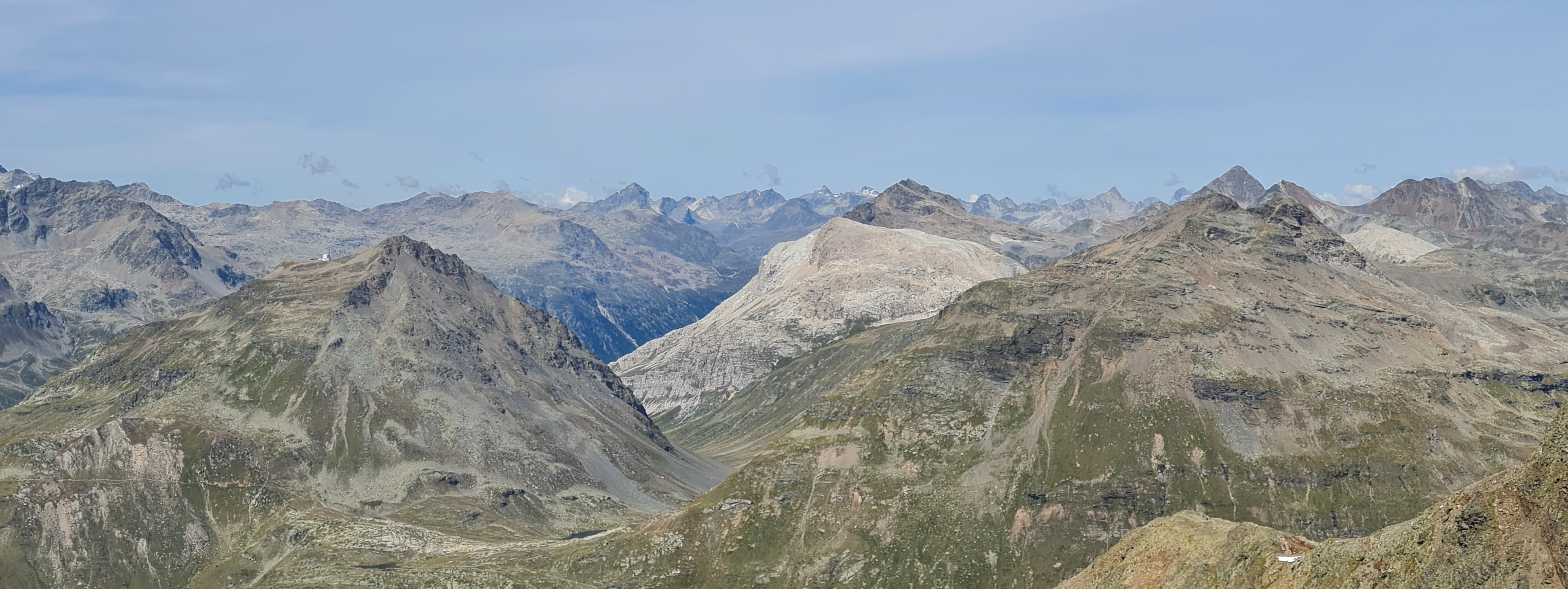
Piz Lagalb, Piz Alv, Piz Minor und Piz dals Lejs (v. l.), aufgenommen vom Piz Ursera (für Annotationen der einzelnen Berge aufs Bild klicken)
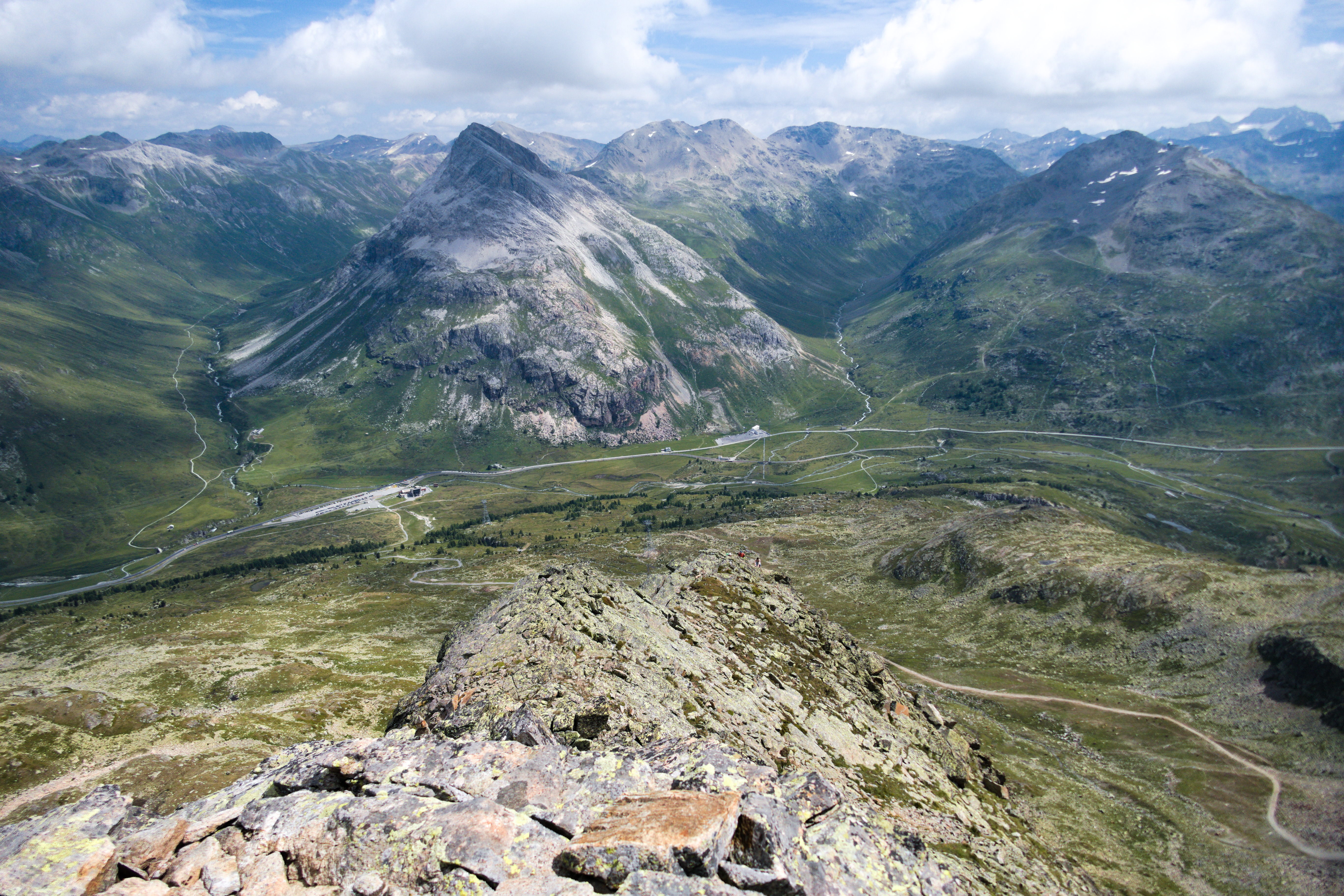
Blick vom Nordostkamm des Munt Pers zur Berninapassstrasse, dahinter Piz Alv, Piz Minor, Piz dals Lejs und Piz Lagalb (für Annotationen der einzelnen Berge aufs Bild klicken)
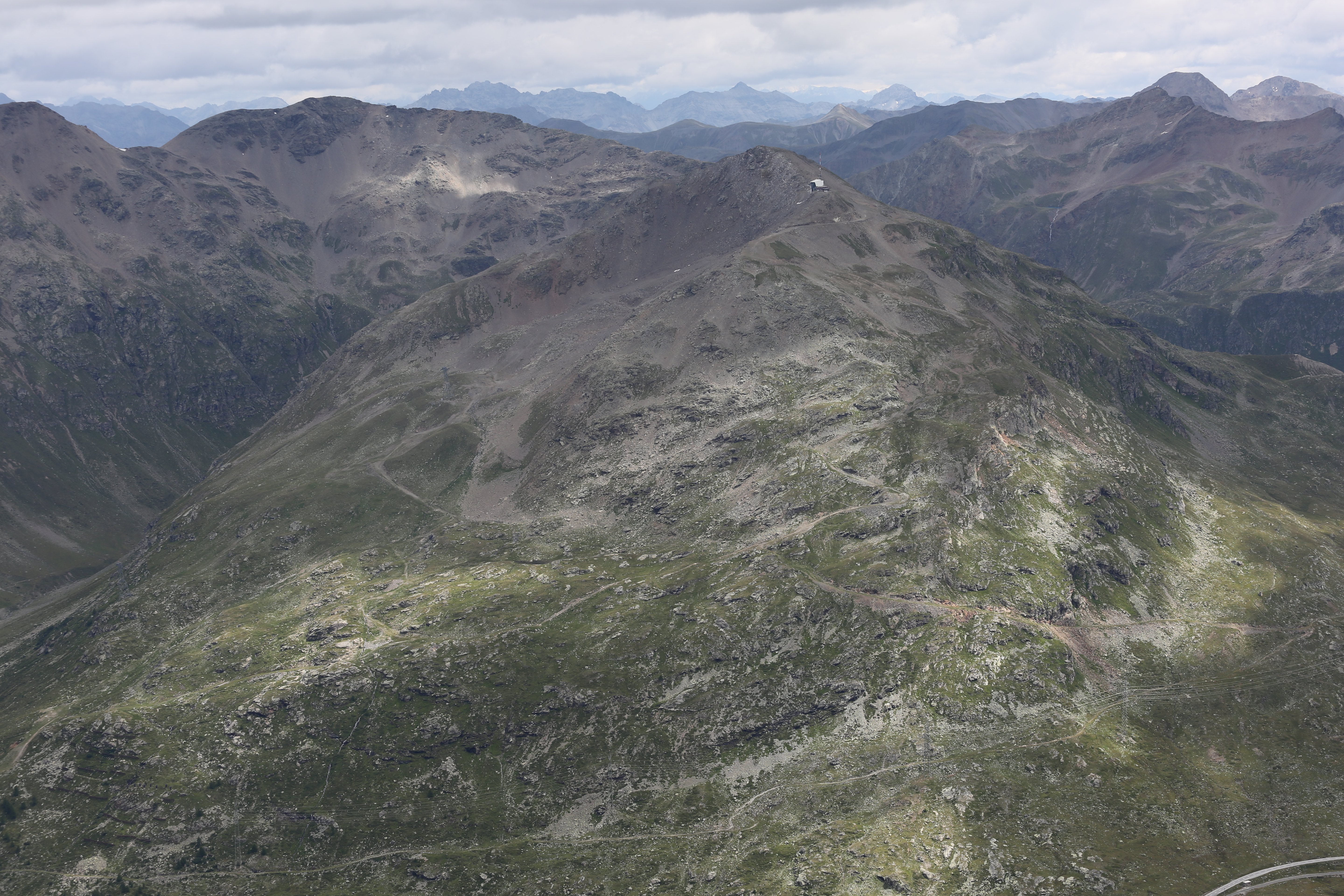
Piz Lagalb und Piz dals Lejs, von Südwesten aus fotografiert (für Annotationen der einzelnen Berge aufs Bild klicken)